# A nitrogén izotópjai
Nitrogén (N)

Standard atomtömeg: 14,0067(2) u

## Természetes izotópok
A nitrogén-14 a nitrogén egyik stabil, nem radioaktív izotópja. 
A természetes nitrogén mintegy 99%-a nitrogén-14-ből áll. A természetes szén-14 a nitrogén-14-ből keletkezik a felső légkörben, a kozmikus sugárzással való kölcsönhatás során. A radioaktív szén-14 bomlásterméke. A héliumnál nehezebb elemekhez hasonlóan a nitrogén-14 az univerzumban feltehetően a csillagok fúziós reakcióiban keletkezett, a CNO-ciklusban. Mind a protonok, mind a neutronok páratlan volta (7-7) 1/2-del járul a magspinhez, mely így 1-nek adódik. 
A nitrogén-15 a nitrogén másik stabil izotópja.
Gyakran használják a mezőgazdasági és orvosi kutatásban. Sűrűn használják a mágneses magrezonancia spektroszkópiában (NMR) is, mivel a gyakoribb nitrogén-14-gyel ellentétben a magspinje 1/2, ami egyszerűbbé teszi az NMR-vizsgálatokat. A fehérjék izotóppal jelezhetők, ha csak nitrogén-15-öt tartalmazó közegben keletkeznek. A nitrogén-15-öt a kvantitatív proteomikában is használják a fehérjék megjelölésére (pl. SILAC).
A nitrogén-15 a csillagokban levő oxigén-15 béta-bomlásának terméke. 

## Táblázat
| Az izotóp jele | Z(p)                | N(n)                | Az izotóp tömege (u) | felezési idő                        | magspin | jellemző izotóp- összetétel (móltört) | természetes ingadozás (móltört) |
| Az izotóp jele | gerjesztési energia | gerjesztési energia | gerjesztési energia  | felezési idő                        | magspin | jellemző izotóp- összetétel (móltört) | természetes ingadozás (móltört) |
| -------------- | ------------------- | ------------------- | -------------------- | ----------------------------------- | ------- | ------------------------------------- | ------------------------------- |
| 10N            | 7                   | 3                   | 10,04165(43)         | 200(140)·10‒24 s [2,3(16) MeV]      | (2‒)    |                                       |                                 |
| 11N            | 7                   | 4                   | 11,02609(5)          | 590(210)·10‒24 s [1,58(+75‒52) MeV] | 1/2+    |                                       |                                 |
| 11mN           | 740(60) keV         | 740(60) keV         | 740(60) keV          | 6,90(80)·10‒22 s                    | 1/2‒    |                                       |                                 |
| 12N            | 7                   | 5                   | 12,0186132(11)       | 11,000(16) ms                       | 1+      |                                       |                                 |
| 13N            | 7                   | 6                   | 13,00573861(29)      | 9,965(4) perc                       | 1/2‒    |                                       |                                 |
| 14N            | 7                   | 7                   | 14,0030740048(6)     | STABIL                              | 1+      | 0,99636(20)                           | 0,99579–0,99654                 |
| 15N            | 7                   | 8                   | 15,0001088982(7)     | STABIL                              | 1/2‒    | 0,00364(20)                           | 0,00346–0,00421                 |
| 16N            | 7                   | 9                   | 16,0061017(28)       | 7,13(2) s                           | 2‒      |                                       |                                 |
| 17N            | 7                   | 10                  | 17,008450(16)        | 4,173(4) s                          | 1/2‒    |                                       |                                 |
| 18N            | 7                   | 11                  | 18,014079(20)        | 622(9) ms                           | 1‒      |                                       |                                 |
| 19N            | 7                   | 12                  | 19,017029(18)        | 271(8) ms                           | (1/2)‒  |                                       |                                 |
| 20N            | 7                   | 13                  | 20,02337(6)          | 130(7) ms                           |         |                                       |                                 |
| 21N            | 7                   | 14                  | 21,02711(10)         | 87(6) ms                            | 1/2‒#   |                                       |                                 |
| 22N            | 7                   | 15                  | 22,03439(21)         | 13,9(14) ms                         |         |                                       |                                 |
| 23N            | 7                   | 16                  | 23,04122(32)#        | 14,5(24) ms [14,1(+12‒15) ms]       | 1/2‒#   |                                       |                                 |
| 24N            | 7                   | 17                  | 24,05104(43)#        | <52 ns                              |         |                                       |                                 |
| 25N            | 7                   | 18                  | 25,06066(54)#        | <260 ns                             | 1/2‒#   |                                       |                                 |

## Fordítás
- Ez a szócikk részben vagy egészben  az   Isotopes of nitrogen című angol Wikipédia-szócikk ezen változatának fordításán alapul.  Az eredeti cikk szerkesztőit annak laptörténete sorolja fel. Ez a jelzés csupán a megfogalmazás eredetét és a szerzői jogokat jelzi, nem szolgál a cikkben szereplő információk forrásmegjelöléseként.
- Ez a szócikk részben vagy egészben  a   Nitrogen-14 című angol Wikipédia-szócikk ezen változatának fordításán alapul.  Az eredeti cikk szerkesztőit annak laptörténete sorolja fel. Ez a jelzés csupán a megfogalmazás eredetét és a szerzői jogokat jelzi, nem szolgál a cikkben szereplő információk forrásmegjelöléseként.
- Ez a szócikk részben vagy egészben  a   Nitrogen-15 című angol Wikipédia-szócikk ezen változatának fordításán alapul.  Az eredeti cikk szerkesztőit annak laptörténete sorolja fel. Ez a jelzés csupán a megfogalmazás eredetét és a szerzői jogokat jelzi, nem szolgál a cikkben szereplő információk forrásmegjelöléseként.

## Külső hivatkozások
- Izotóptömegek: Ame2003 Atomic Mass Evaluation by G. Audi, A.H. Wapstra, C. Thibault, J. Blachot and O. Bersillon in Nuclear Physics A729 (2003).
- Izotópösszetétel és standard atomtömegek: Atomic weights of the elements. Review 2000 (IUPAC Technical Report). Pure Appl. Chem. Vol. 75, No. 6, pp. 683-800, (2003) and Atomic Weights Revised (2005) Archiválva 2008. március 5-i dátummal a Wayback Machine-ben.
- A felezési időkre, a spinekre és az izomer adatokra vonatkozó információk az alábbi forrásokból származnak:
  - Audi, Bersillon, Blachot, Wapstra. The Nubase2003 evaluation of nuclear and decay properties Archiválva 2011. július 16-i dátummal a Wayback Machine-ben, Nuc. Phys. A 729, pp. 3-128 (2003).
  - National Nuclear Data Center, Brookhaven National Laboratory. Information extracted from the NuDat 2.1 database (Hozzáférés ideje: Sept. 2005).
  - David R. Lide (ed.), Norman E. Holden in CRC Handbook of Chemistry and Physics, 85th Edition, online version. CRC Press. Boca Raton, Florida (2005). Section 11, Table of the Isotopes.

| A szén izotópjai | A nitrogén izotópjai | Az oxigén izotópjai |
| Izotópok listája |                      |                     |